# Ботега Панцано (Модена)
Ботега Панцано је насеље у Италији у округу Модена, региону Емилија-Ромања.
Према процени из 2011. у насељу је живело 275 становника. Насеље се налази на надморској висини од 36 м.